# Egyiptomi újbirodalom

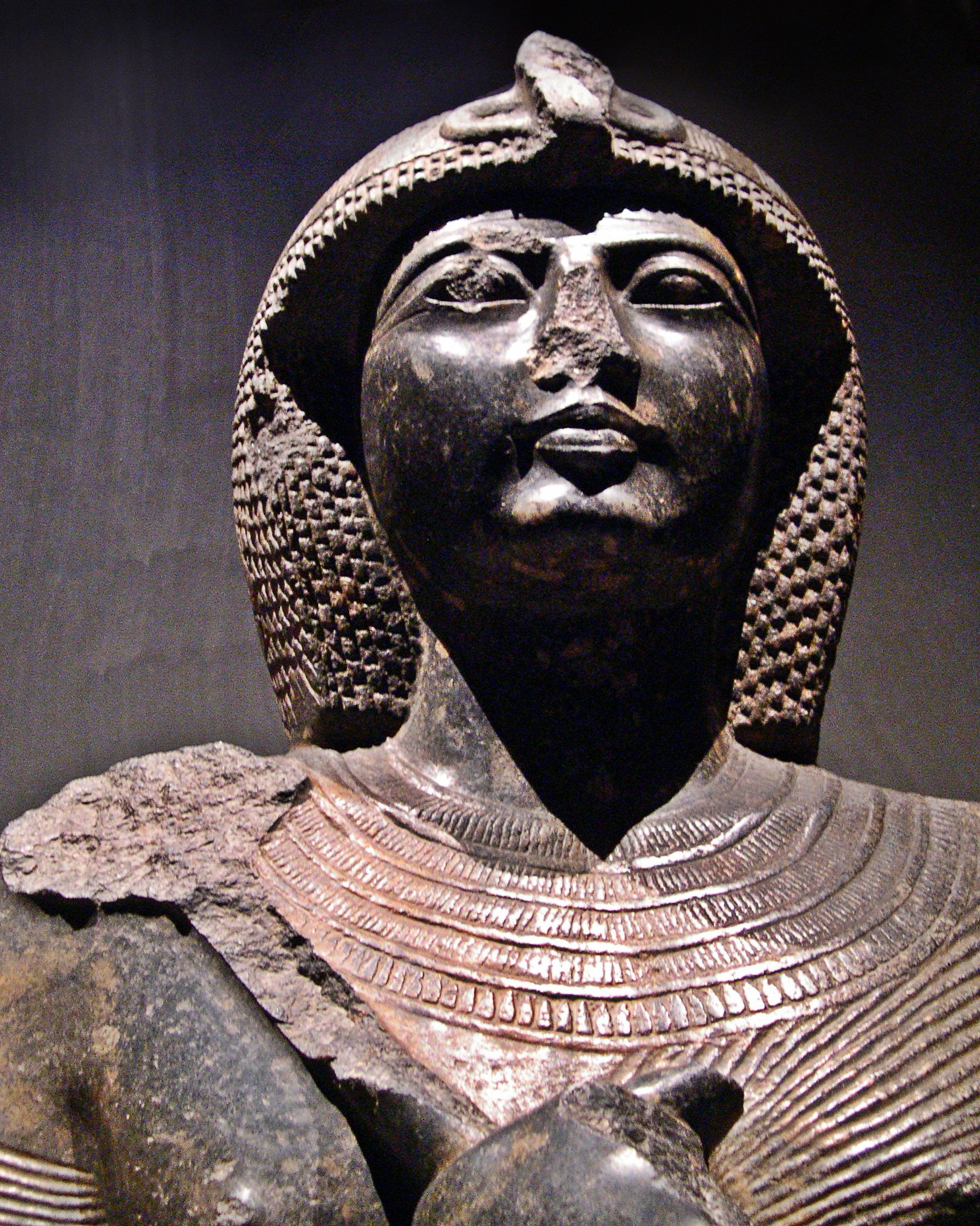
II. Ramszesz szobra a kairói Egyiptom Múzeumban

Az egyiptomi újbirodalom korszaka a hükszoszok kiűzésével kezdődött i. e. 1532-ben. Az ókori Egyiptom ebben a korszakban érte el hatalmának csúcspontját, s III. Thotmesz korában a korszak vezető nagyhatalmává vált. A hadsereget kibővítették, a harcosok pedig túlnyomórészt hivatásos katonák voltak. Új fegyverzetet honosítottak meg, és alkalmazni kezdték a testet védelmező páncélt. Alakítottak egy harci kocsikból álló hadtestet is, amelyet a legtöbbször maga az uralkodó vezetett. Egyiptom befolyása ekkor délen a negyedik kataraktától a mezopotámiai Eufráteszig terjedt. Núbiában és Kúsban teljesen elsajátították az egyiptomi életmódot, a keleti vazallusok egy része viszont lázadozott az egyiptomi uralom ellen. Mozgalmaikat támogatták Egyiptom vetélytársai, a mitanniak és a hettiták. Az Ehnaton vallási reformja miatt kialakult belpolitikai válság következtében részben elvesztek az ázsiai hódítások, és védekezni kényszerültek a hettitákkal szemben.
I. Széthi és II. Ramszesz fáraó megkísérelte visszahódítani az elveszített földeket, de ez teljes egészében már sohasem sikerült. II. Ramszesz alatt békét kötöttek a hettitákkal, majd III. Ramszesz idején sikerrel verték vissza az egész Közel-Keletet letaroló tengeri népek, majd a líbiaiak támadását is. 
Az újbirodalom a nagy építkezések időszaka is, ekkor keletkezett a ma álló hatalmas templomok többsége, melyek romjai ma Egyiptom fontos nevezetességei. A történetírás a korszakot egységesen Egyiptom aranykoraként említi, s ekkor lett egyértelműen Théba Egyiptom fővárosa.

## Az újbirodalom kezdetei
A hükszósz megszállás új, támadó szellemet fejlesztett ki az egyiptomiakban. Ez űzte őket a hagyományos határokon túl fekvő területek meghódítására és a kor leghatalmasabb birodalmának megteremtésére, s ez vitte őket nyílt viszályba más birodalomépítő hatalmakkal, így a mitanniakkal és a hettitákkal. Az újbirodalom királyai sokkal tevékenyebb katonai szerepet vállaltak, mint legtöbb elődjük. Személyes felelősséget viseltek a hadjáratok hadműveleti tervéért, egy-egy csata tényleges megszervezéséért, s az ütközetben katonáik oldalán harcoltak. Az ifjú hercegek oktatásában fontos szerep jutott a katonai tudnivalóknak. Királyok és katonatisztek közt barátságok szövődtek; békében aztán az ilyen emberek magas kormányzati állásokhoz jutottak. Az egyiptomiak tanultak a hükszósz-uralom példájából, jól használták a hükszószoktól átvett vasfegyvereket és harci szekeret.

## Az újbirodalom hadserege
A hükszoszokat el kellett űzni, s ez volt az oka, hogy az újbirodalom idejére a hadsereget gyökeresen átszervezték. A ló vontatta harci szekér megjelenése megnövelte a hadsereg méretét. A király mint főparancsnok gyakran személyesen vezette a hadjáratokat, a kisebb egységeket pedig különböző társadalmi állású tábornokok és tisztek irányították. Az egészséges ifjak között százból egy várhatta, hogy behívják, de általában tódultak az önkéntesek. A hadseregben kaland várt, jó életpálya, bár nem minden katonát vittek idegenbe, hadjáratra, hiszen otthon is szükség volt a határok őrzésére, a belső rend őrzésére, a bányák, a nagy építkezések felvigyázására.
A hadsereg szervezete

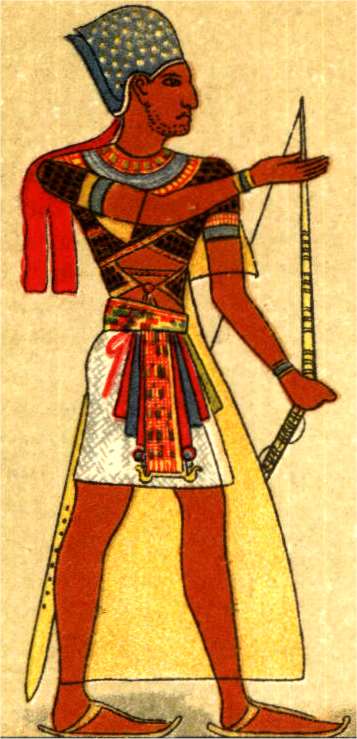
Egyiptomi harcos

A hadsereget több, egyenként 5000 főből (4000 gyalogosból, 1000 harci kocsizóból) álló hadosztály alkotta. A hadosztályokat istenek után nevezték el. Így volt Amon, Ptah, Ré, Széth hadosztály például. A gyalogságot 20, egyenként 200 fős századba osztották. A harci kocsizók számítottak az elit alakulatnak, olyan sokba került felszerelésük, kiképzésük és fenntartásuk. A harci alakzatban elöl a harci szekerek küzdöttek. Az első vonalba tapasztalt katonákat állítottak, míg a második vonalba és a tartalékba a kevésbé tapasztaltak kerültek.
Mint minden hadsereg, így az egyiptomi is jócskán el volt látva tisztekkel, így volt például „lovak mestere”, aki ellenőrizte a lovakat és a harci szekereket; a „sereg feljegyzéseinek vezetője”, aki az összeírásokat végezte; a „foglyok őrzője”, aki a hadifoglyok ellátásáért és ellenőrzéséért volt felelős. Emellett a fáraónak megvolt a maga kísérete is, így a „király fogathajtója”, a „király íjhordozója”, a „király vérthordozója”, sőt a „király borbélya”. Ezek a címek azonban nem jelentettek nyugalmas, a hátsó vonalakban eltöltött foglalatosságot, hisz a csatába is követniük kellett a fáraót. Hősiességüket a fáraó természetesen meghálálta, ezért kapott jutalmul egy borbély egy rabszolgát, akit saját maga fogott el, a király komornyikja pedig hét marhát.
Az egyszerű gyalogos katona élete nehéz volt, de mégsem lehetett fáradságosabb, mint a dolgos parasztoké, akik a mezőn vagy a fáraó valamelyik építkezésén dolgoztak, mert a katona jelentős ellátást kapott ételben, ruhában, az elszállásolással és az egészségügyi ellátással. Ezenkívül, bár a közkatonák nem kaptak rendszeres fizetést szolgálatukért, de gyakran osztozkodhattak a hadizsákmányon. Ennél még nagyobb hajtóerő volt az a lehetőség, hogy az ember a hadsereg legalacsonyabb szintjéről felemelkedhetett egészen a zászlóvivő büszke címéig, sőt katonai pályafutása végén akár zászlóaljparancsnok is válhatott belőle.
A tehetősek részére a katonai pályafutás határtalan lehetőségeket ígért. Sok magas rangú tiszt kora gyermekkora óta a fáraó környezetében élt. Arisztokrata származásuk és feltételezett érdemeik alapján választották ki őket arra, hogy a királyi óvodába járhassanak, majd, hogy a király udvarában nevelkedhessenek. Egy nem hivatalos, ám igen kizárólagos kört alkottak, melynek tagjai az udvaronc és a katona jegyeit viselték. Tisztekként ők is és mindazok, akik bizonyították rátermettségüket a csatamezőn, a hálás fáraótól csodás ajándékokra számíthattak; ezek lehettek díszfegyverek, „vitézi aranynak” nevezett értékes aranyláncok vagy adómentes földek, ahová aztán felépíthették birtokaikat. A tisztek olyan tisztségeket is kaphattak, melyeknek alig volt közük katonai szolgálatukhoz. Az egyik tehetséges tábornok, például, megkapta az „Amon épületeinek felügyelője”, a „Földek felügyelője” és a „Felső- és Alsó-Egyiptom papjainak felügyelője” címeket. Ezáltal a katonák fokozatosan befurakodtak a bürokrácia felső rétegeibe, sőt a tehetséges hadvezérek számára Egyiptom egyetlen posztja sem volt már elérhetetlen, még a félelmetes fáraói cím sem.
A fegyverzet
Az egyiptomi katonának sokféle fegyverhez kellett értenie, de az egységek arra törekedtek, hogy egy fegyver forgatásában mesteri tökélyre tegyenek szert. Az újoncok kemény kiképzést kaptak, melyből a hosszú menetelés sem hiányzott. A könnyű, ló húzta harci szekér mellett a hükszósz fegyverek közül az egyiptomi hadseregben is alkalmazták már a csatabárdot, a messze ellövő és igen gyors összetett íjat, amely fából, állati ínból és szaruból készült. A hagyományos fegyverzet részét képezte a tőr, a handzsár, a lándzsa, a dárda, a buzogány, melyek általában fából és bronzból készültek. Szintén a hükszószoktól vették át a bőrcsíkokból álló láncinget, melyet a mellkas köré tekertek és olykor fémlemezekkel erősítettek és páncélnak használtak.
Hadjáratok

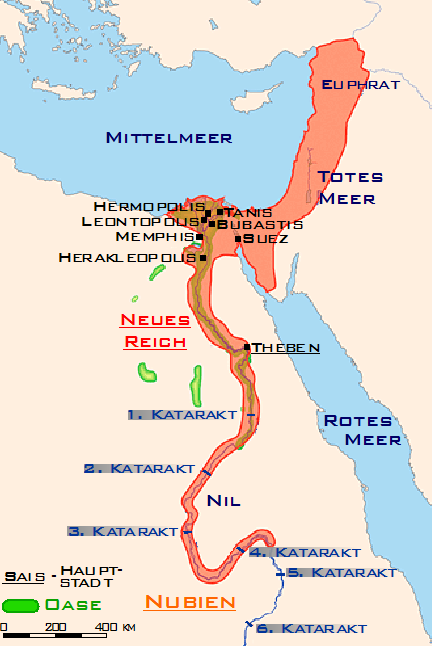
Egyiptom az újbirodalom idején

A hükszószoknak Palesztinába és Szíriába történt visszakergetése után Egyiptom birodalmi fényét katonakirályok sora által vezetett hadjáratok állítják helyre. Alig több, mint egy évszázad alatt egy 3000 km hosszú birodalom jött létre. III. Thotmesz 14 hadjáratot vezetett, s az ország határát az Eufráteszig tolta ki északon, melyet ettől fogva még a terjeszkedni szerető mitanniak is határfolyónak ismertek el. A szíriai és palesztin területek kormányzásánál III. Thotmesz és legtöbb követője olyan gyengéd magatartást tanúsított, mint sehol máshol. Núbiában például, ahol az egyiptomi birtokok már egészen a Nílus negyedik zuhatagjáig nyúltak, az egyiptomi urak megtiltották a helyi vezetőknek, hogy hatalmat gyakorolhassanak. Palesztina és Szíria urait azonban, általában meghagyták trónjaikon, és bizonyos függetlenséget is adtak nekik – mindaddig, amíg jó vazallusként viselkedtek, és az egyiptomiak ládáiba fizették adójukat. Mindenekelőtt pedig garantálniuk kellett, hogy az egyiptomiak korlátlanul használhatják az ősi kereskedelmi utakat, s ez így megnyitotta számukra az utat északon Kis-Ázsia, keleten Babilon és Asszíria, nyugaton Kréta és Ciprus, az Égei-tenger szigetei, sőt, a görög szárazföld felé is.
Amikor a hadsereg hadjáratra ment, szálláshelyül tábort vertek. A katonákat teherhordó szamarak kísérték, és nyomukban számos kisegítő erő járt: hírvivők, orvosok, papok, fegyverkovácsok, szakácsok, a terepet kikémlelő felderítők, állatápolók. A készletek beszerzéséről és a zsoldról az írnokok gondoskodtak, s ők jegyezték fel napról napra a hadjárat eseményeit. A tábor körül védősáncot ástak. A biztonság fokozása céljából a sánc tetejére pajzsokból falat vontak. A sátrakat rendezett sorokban verték fel. A tábor közepén állt a király sátra és Amon szentélye. A tisztek sátrai akár két vagy több helyiségből is állhattak. E sátrakat bebútorozták és ellátták minden szükséges dologgal. Tutanhamon sírjában találtak egy összecsukható tábori ágyat is.
A felkelések megelőzéseként a vazallus királyok fiait gyakran vitték túszul Egyiptomba. Itt királyi módon bántak velük, pompás palotában szállásolták el őket, és egyiptomi oktatásban részesültek. A gyakorlat meg is hozta hosszú távon a sikert: az apák halálakor gyakran ültették a megüresedett trónra a jócskán egyiptomizálódott hercegeket, akik boldogan és hűségesen emlékeztek vissza arra az időre, amikor gyermekként Egyiptomban éltek.
Azonban az ázsiaiak a maguk sorsának kovácsai akartak lenni, és elkerülhetetlenek voltak a felkelések. Az ilyesfajta ellenszegülést, persze, keményen megtorolták. Másrészről viszont, meglehetős jutalom járt a hűségért, ami magában foglalta azt a fogadalmat is, hogy védelmezőként lépnek fel, minden külső vagy belső ellenséggel szemben. A legyőzött területek feletti uralom fenntartásához szükség volt az egyiptomi katonai jelenlétre. Íjászok és harci szekeresek táboroztak egész Palesztina- és Szíria-szerte. A vazallus államok tartották el őket.

## A birodalom fénykora

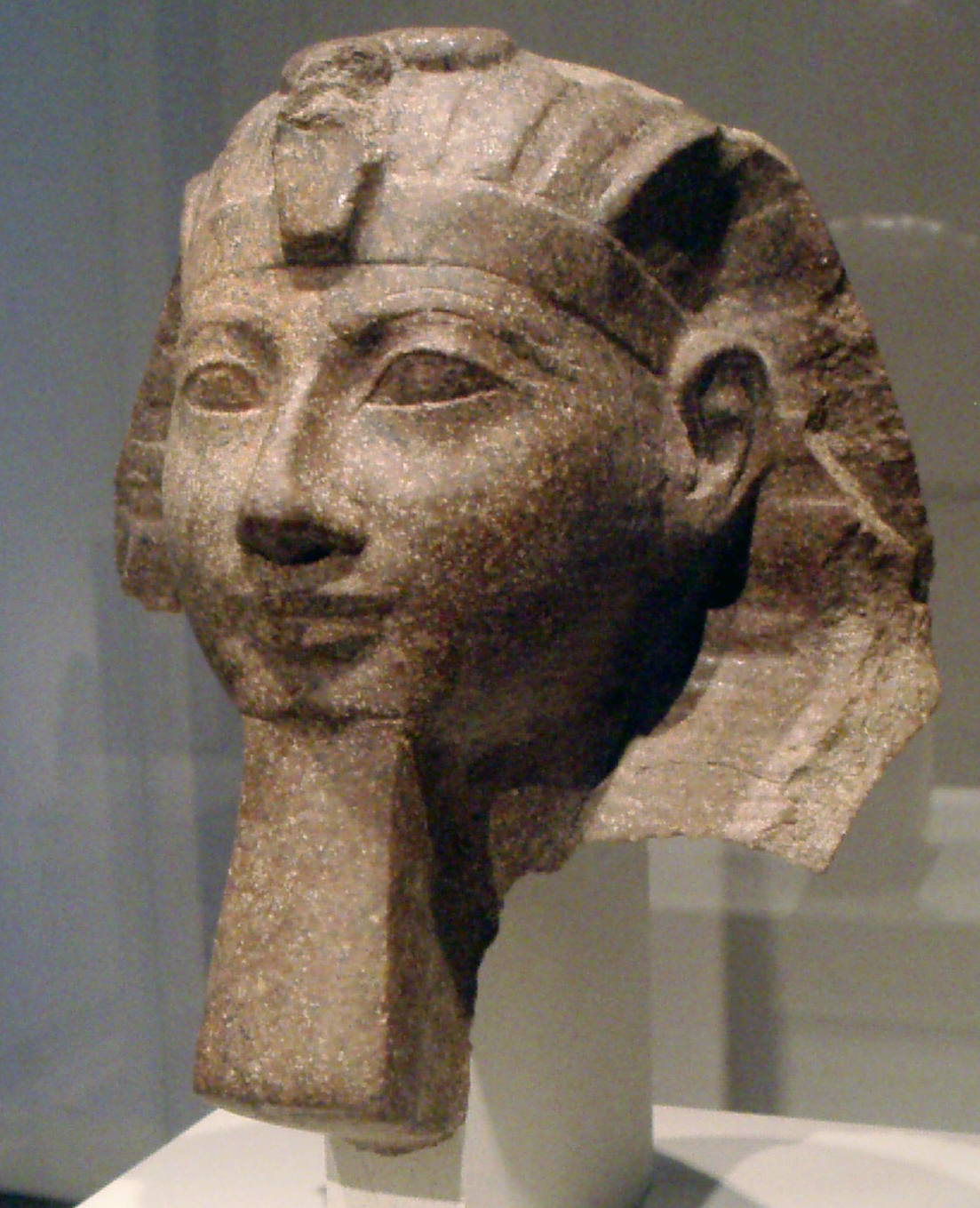
Hatsepszut szobra

Az egyiptomiak hihetetlen gazdagságra tettek szert a meghódított népekkel folytatott kereskedelemből, valamint a tőlük behajtott adókból. Jól látszik ez a korszak sírjaiban található kincstömegből. Az idegen népekkel állandósuló érintkezés együtt járt új eszmék, új szokások, új művészeti irányzatok beszivárgásával, s mindezek gazdagították az egyiptomi eszméket, szokásokat és művészeteket. Az élet élvezetében azonban alapvetően újat hoztak. A luxuscikkek elárasztották a királyi udvart és a templomokat, továbbá a katonáknak, tisztviselőknek és a szélesebb néprétegeknek is jutottak morzsák.
Az elhúzódó hódító háborúk felduzzasztották az állandó hadsereget. A belpolitikai színtéren voltaképpen két új erő jelent meg: a papság és a hadsereg, s ezek döntő befolyáshoz jutottak a társadalomban a későbbi időkben. De a vallás szerepe már a XVIII. dinasztia idején is megmutatkozott a háborús sikereken érzett hála kifejezéseként a templomoknak – különösen a karnaki Amon-templomnak – nyújtott királyi adományokban, továbbá abban, hogy egyes királyokat isteni jóslat alapján választottak ki. Isteni származására alapozott trónigénye révén kerül hatalomra a legjelentősebb királynő, Hatsepszut, akinek teraszos temploma Dejr el-Bahariban épült és romjai ma is láthatók. Hatsepszut oldalán egész uralkodása alatt egy Szenenmut nevű férfi állt, aki egyszerű tisztviselő fiából lett királyi építésszé és Nofruré hercegnő nevelőjévé, de elképzelhető, hogy Hatsepszut szeretőjévé is.

### A mindennapi élet jellemzői
Az egész Közel-Kelet gazdagságában dúskáló, élvhajhász III. Amenhotep alatt Egyiptomnak nem volt jelentős ellensége, így az ország az élvezetek keresésének aranykorát élhette. A fáraó a közrangú Tijét, egy altábornagy leányát vette feleségül, hosszú uralma alatt népes háremet is fenntartott.

#### A házak

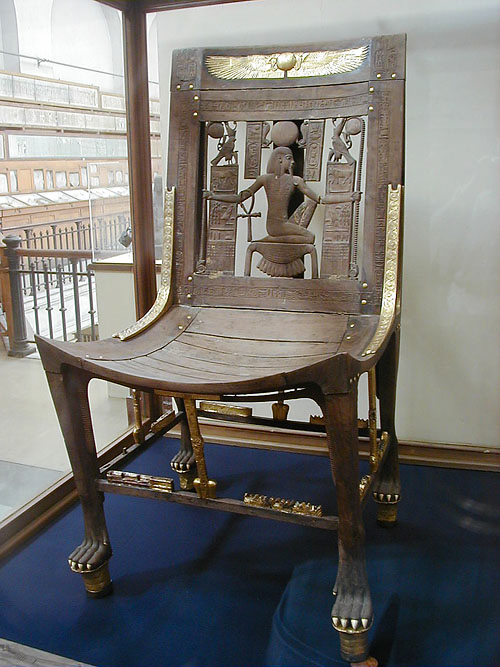
Tutanhamon széke

Az előkelők otthona legtöbbször egy 30 szobás fehérre meszelt villa volt, külön lakosztállyal a ház urának. A nemesek berendezési tárgyai közé tartozott az árnyékszék is, ami egy téglákon álló székből és egy alá helyezett kivehető edényből állt. A királyok és a nemesek bútorait szinte épen megőrizték a sírok. Alapanyaguk idegenből hozott ében- vagy cédrusfa volt, melyet elefántcsont, nemesfém, féldrágakő vagy fajansz berakással díszítettek. A legtöbb bútor azonban nyilván olcsó helyi fából, bőrből vagy nádból készült, esetleg festéssel.
Általában a nemesi villa egy önellátó egység részét képezte, ami istállóból, tehenészetből, pékségből, mészárszékből és esetleg asztalosműhelyből állt. Kissé odébb helyezkedtek el a szőlők, a kasok, melyek a mézet adták és a tó a ludaknak, ezek a tojásokról gondoskodtak. Távolabb terültek el a marhák legelői és a szántók, melyek terméséből készült a kenyér és a sör. A városi házakról keveset tudunk, mivel a városokat évszázadokon át folyamatosan lakták, s az újkori települések ráépültek a régiekre. Annyi azonban festményekről megállapítható, hogy egy-egy ház akár háromemeletes is lehetett. A városok lármásak, porosak voltak, keskeny utcáikon embertömeg nyüzsgött. Vízhez magán- és közkutakról lehetett jutni, egyéb közműveknek , emésztő- vagy csatornarendszernek azonban nincs nyoma. A hulladékot a háztartások elásták, vagy a folyóba dobták, illetve egyszerűen kitették az utcára.

#### Az ételek és italok
Az egyiptomiak fő táplálékul kenyeret és sört fogyasztottak. A kenyérhez búza kellett, s a búzát lisztté őrölték. A búza őrlése az asszonyok dolga volt. Ha azonban igazán finom lisztet akartak, akkor férfiak álltak neki a döngölésnek. Nagy kereslet volt a tiszta, megrostált, árpamentes búzára, így bizonyára sokan csaltak: árpát kevertek a búza közé. A liszthez vizet adtak, s tésztává gyúrták. A tésztához olykor ízesítőt adtak, ami lehetett méz, gyümölcs, vaj, valamilyen mag- vagy fűféleség. A kenyértésztát vagy formába rakva, kemencékben sütötték meg, vagy lapos, kerek cipóvá nyomkodták, s a kemence külső falára tapasztották. Amikor a cipó megsült, lepotyogott a kemence oldaláról. Minthogy a lisztet a szabadban szitálták, belement a homok, ami erősen rongálta a fogakat.
A borból az egyiptomiak több fajtát is készítettek, de a bort inkább csak a gazdagok itták. Szőlőn kívül datolyából, gránátalmából, pálmából is sajtoltak bort. Állítólag a Nílus-delta adta a legjobb szőlőskerteket. A szőlő levét hatalmas kádakban férfiak taposták ki. Ezen a módon készült a legjobb minőségű bor. Majd a gyümölcs húsa, magja és szára belekerült egy zsákba, melyet két rúd tekerésével addig sajtoltak, amíg ki nem jött belőle a lé. Ez a művelet már gyengébb minőségű bort adott. A gyümölcslevet ezután korsóba töltötték, a korsó száját levéllel bedugaszolták, és a tetejére agyagot tapasztottak. A tömítésben kis lyukakat hagytak, hogy a bor forrás közben ne vesse szét a korsót. A kész bor korsóját viasszal lezárták, rávésték az adatokat: az évet, a szőlőskertet, a bor minőségét.
A sörkészítés első lépéseként árpát áztattak vízben, majd feltörtek néhány világosra sütött árpacipót, s a nagy tálban ázó árpaszemekhez kavarták. A kavarcs aztán megerjedt. A kész sört leszűrték, s ivókupából többnyire szívószálon át itták.
A főzést lehetőleg a szabadban végezték, mert féltek a tűzvésztől. Az ételt kemencében, olajban, nyárson, rácson sütötték, illetve főzték, pácolták. Tüzelőanyagnak fát használtak, s tűzcsiholó dörzsölésével gyújtottak tüzet. A közönséges edények alapanyaga agyag vagy kő volt, de a gazdagoké fajansz, bronz, ezüst vagy arany.

#### Az öltözködés

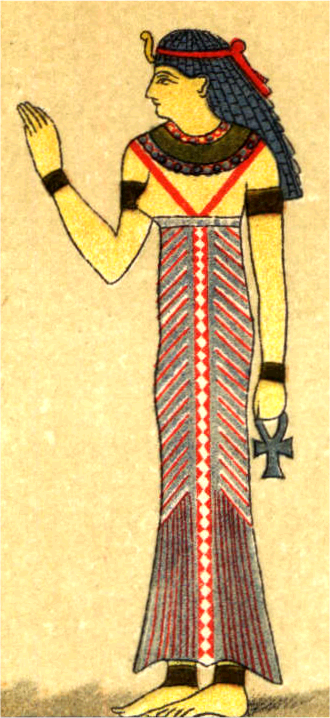
Egyiptomi nő

Az egyiptomi ember számára a ruházkodás a státusz biztos jele volt. Míg a parasztok pucérok voltak, vagy ágyékkötőtőt hordtak, és a középosztály, a kézművesek egyszerű szövetköntöst viseltek, a tehetősebb férfiak és nők hosszú, gondosan berakott szoknyába öltöztek, és olyan súlyos díszeket hordtak, mint a lazúrkőből, karneolból és türkizből készült, gyöngyfüzérekkel ékesített karkötők és széles nyakékek. Mindkét nem szívesen hordott emberi hajból készült parókát, amit méhviasszal rögzítettek, és ünnepi alkalmakkor ezekre illatos viaszból készült kúpokat helyeztek.
Az egyiptomi nők a kozmetikumok és szépítőszerek széles választékával éltek. Szemhéjuk festésére és az erős napsütés ellen zöld malachitot és szürke galenitot, szájukra vörös okkert, hajfestéknek, kéz- és lábujjfestéknek, valamint a tenyér és a talp megfestésére pedig hennát használtak. A víziló, kígyó, krokodil és oroszlán zsírjából balzsamokat készítettek, hogy hajuk csábos legyen, és borotvákkal, valamint csipeszekkel távolították el a nemkívánatos szőrszálakat. Leheletüket illatosították, testüket mirhával vagy liliomolajjal kenték meg. A lanyhadó vágyat ajzószerek élénkítették, a varázsigéktől pedig azt várták, hogy a riválisokból hervadt öregasszonyok lesznek.

#### A nők szerepe, a családi élet
A nők helyzete Egyiptomban sok szempontból előnyösebb volt, mint az ókori világ más tájain. Bár az állam irányításában nem vehettek részt, személyes szabadságukban kevéssé korlátozták őket. A törvény előtt ugyanazon jogokat élveztek, mint a férfiak. Intézhettek hivatalos ügyeket, köthettek szerződést, tanúskodhattak, ha pedig peres ügyük támadt, a szokásnak megfelelően önmaguk szószólói lettek. Ugyanolyan esküt vettek tőlük, mint a férfiaktól, s ugyanazon büntetések vártak rájuk.
Az egyiptomiak a gyermeket áldásnak tartották. Ha egy pár gyermektelen maradt, az istenekhez imádkozott segítségért, vagy halott rokonok sírjába dugdosott leveleket: vessék latba befolyásukat az isteneknél. Volt, aki termékennyé tevő bűbájhoz folyamodott. Ha semmi sem segített, gyakran éltek az örökbefogadás lehetőségével. A fiúkat zsenge koruktól apjuk mesterségére tanították, a leányok pedig anyjukkal dolgoztak odahaza. A tehetősebbek fiaikat hétéves koruktól iskolába járatták. Bár leányiskolára utaló nyom nem maradt fenn, sok leány megtanult írni-olvasni otthon, s néhányból még orvos is lehetett. Tudunk olyan nőkről, akik birtokot kormányoztak, üzletet vezettek távol lévő férjük, fiuk helyett. Az udvarok, és a templomok foglalkoztattak énekes-, táncos-, zenész- és mutatványosnőket. Több nemesasszonyból lett udvarhölgy vagy papnő. Sok nő dolgozott illatszerkészítőként, kertészként, szövőnőként és hivatásos siratóasszonyként. A gazdag házakban alkalmazott cselédek, dajkák olykor nagy befolyásra is szert tettek. A királyi dajkák fiai például jelentős udvari állásokra számíthattak.

#### Az öröklés
Az elaggott szülők gondozása, majd temetésük megrendezése a gyermek feladata volt. Egy időben a temetés költségét álló személy örökölte az elhunyt vagyonát. Az atyák többnyire fiaikra hagyták földjüket; más tulajdonukat pedig leányaikra. De semmi nem akadályozta, hogy a leányok is örököljenek birtokot, kivált, ha nem volt fiútestvérük. A házasságkötéskor közös vagyonalapot létesítettek, melyről írott szerződést csináltak. A férj részesedése kétharmad, az asszonyé egyharmad volt, s ez az arány akkor is fennmaradt, ha az évek során az alap értéke növekedett. Ezt az alapot a gyermekek szavatolt örökségének tekintették. Ha a férj vagy a feleség meghalt, részük közvetlenül a gyermekekre szállt. Az életben maradt fél újraházasodásakor a gyermekek előbb megkapták örökségüket, s csak aztán kerülhetett sor a második házasság vagyonalapjának letételére.

#### Házasság, válás, ágyasok
A parasztlányokat gyakran már 12 éves korukban férjhez adták, de a gazdagabb családok néhány évvel későbbre halasztották a házasságot. A házasságra lépő fiúk általában valamivel idősebbek voltak a leányoknál. A szülő választott párt a gyermekének, bár a szerelmi költészet fennmaradt darabjai elárulják, hogy a fiatalok nem mindig bízták a választást másra. A házassági szertartás alighanem ünnepi menettel kezdődött, majd a menyasszony és a vőlegény esküváltása következett, végül a lakoma és az ajándékok átadása. A legtöbb pár saját házába költözött. Fennmaradt egyiptomi szövegek intik a fiatalokat: baj lehet belőle, ha egy fedél alá mennek az apóssal-anyóssal. A házassági szerződés aprólékosan intézkedett a felek pénzügyi viszonyairól. A férj köteles volt eltartani az asszonyt, aki hozományként bizonyos ingóságokat vitt magával a házasságba. Ezek megmaradtak az asszony tulajdonában, s ha a házasság bármiért véget ért, az eredeti tárgyak vagy azonos értékű megfelelőik visszajártak neki. A férjnek és a feleségnek lehetett elkülönített tulajdona. A feleség gyakorlati okokból többnyire rábízta a férjére vagyona kezelését, de a tulajdonjog az övé maradt. A feleség a „nebet per”, a ház úrnője címet viselte. Az ő dolga volt a ház vezetése, a gyermekek nevelése. Tiszteletteli bánásmód járt ki neki, s ha nem kapta meg, általában rokonaihoz fordult segítségért. A rokonok megpróbálhatták rávenni a férjet, hogy javuljon meg, esetleg esküt is vettek tőle. Elválni könnyű lehetett; csak tanúk előtt ki kellett nyilatkoztatni a szándékot. Az elvált asszony többnyire megkapta gyermekei felügyeletének jogát, s bármikor férjhez mehetett. A váláskor a felek megtarthatták a házassági vagyonalapból a rájuk eső részt. Ha az asszony megcsalta férjét, elvesztette jogosultságát, s ezért nem egy gátlástalan férfi vádolta meg hamisan asszonyát. Ha azonban a nő eskü alatt ártatlannak vallotta magát, megtarthatta a részét.

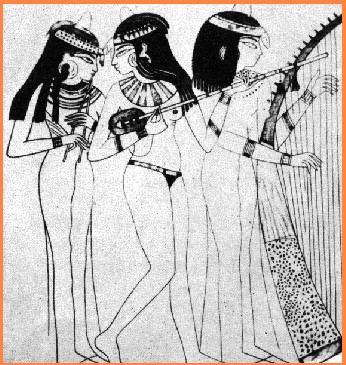
Zenészek

A királyok mindig több feleséget tartottak, az egyiptomi közember csak egyet. Törvényes és elfogadott dolog volt azonban, hogy a férfi, ha volt rá pénze, állandó szeretőt, ágyast vegyen maga mellé. Noha elsősorban a feleségéről és a tőle született gyermekeiről kellett gondoskodni, nem nézték volna jó szemmel, ha ágyasát és annak gyermekeit elhanyagolja. Az egyiptomi király és az előkelők háremei – ellentétben a későbbi korok háremeivel – vidámak és nyitottak voltak, ahol gyakran megfordultak udvari méltóságok és más látogatók.

#### Szabadidő, szórakozás
A szabadban való időtöltéskor az egyiptomiak teljes mértékben kihasználták folyó menti életmódjukat. A Nílus partjáról vízbe csusszanó krokodilokat és a sekélyesekben dagonyázó vízilovakat husángokkal, közelharcnak felérő küzdelemben verték agyon. A legnépszerűbb volt azonban vízimadarakra vadászni. A delta mocsaraiban rendezett családi kirándulások alkalmával, póznákkal könnyű csónakokat hajtottak a papirusz-szigetek között, s a férfiak a bumeráng elvén működő elefántcsont hajítófa segítségével ejtették el a vízimadarakat. Az elejtett zsákmányt idomított macska hozta a csónakhoz. Az éjszaka beköszöntével Bésznek, a mulatság, a férfiasság és a gyermekáldás istenének áldoztak. Kedvelték a lakomákat. Élvezték a nehéz borokat, amit az előkelők köreiben csaknem anyaszült meztelen leányok szolgáltak fel, akik egyébként mindig készen álltak, hogy kendővel töröljék meg a vendég ajkát. S közben gyönyörködtek a meghódított ázsiai és afrikai országokból származó táncosnőkben és táncaikban.

## Az eretnek fáraó
Az anyagi jólét valószínűleg együttjárt az erkölcsi zülléssel és az Amon papság befolyásának és gazdagságának növekedésével. Ezek és IV. Amenhotep vallásos elhivatottsága vezetett oda, hogy a fáraó, egy olyan istennek lett a lelkes híve, akinek nem voltak emberi jellemzői. Ez az isten Aton volt, melynek jelentése az egyiptomi nyelvben „napkorong”. Aton az új vallásban azonban nem puszta korongot jelentett, hanem ő volt a fenséges „élő napkorong, melyen kívül nincs más isten”. Atont a napkorong hieroglif jelével ábrázolták, melynek kiáradó sugarai az anhot, az élet jelét tartó kezekben végződtek. Atonban az egyiptomiaknak egy olyan istent kellett imádniuk, akit sem szobrok, sem pedig a legendák nem tettek hitelessé. A fáraó új neve is az új isten dicsőségét hirdette: Ehnaton, azaz „Aton lelke”. A fáraó új fővárost is épített, melyet Ahet-Atonnak, „Aton fényhegyének” nevezett el.
Az Amarna-korszak után Egyiptomban káosz uralkodott. A trónra egy gyermek, Tutanhaton került, aki rövidesen megváltoztatta a nevét Tutanhamonra és udvarával visszatért Thébába. Fiatalon bekövetkezett halála után az udvaronc Ay lett a fáraó, de négyévi uralkodás után meghalt. A következő fáraó Horemheb lett, aki az egyiptomi hadsereg fővezére volt. Így vette kezdetét a hivatásos katonák egész sora Egyiptom trónján. Ehnaton vallási reformja teljes kudarcot vallott, Ahet-Atont lerombolták, Amon-Ré templomait újjáépítették, Ehnaton szobrait ledöntötték, nevét mindenünnen eltávolították. Amon papjai és követőik teljes diadalt arattak. Ugyanakkor Horemheb támadást indított a korrupció ellen, s 29 évi uralkodása alatt felszámolta a káoszt és megszilárdította a fáraói hatalmat a birodalomban.

## A birodalom tündöklése
A XIX. dinasztia fáraói tovább erősítették a hadsereget, miközben az Amon-papságot egyre inkább a király fennhatósága alá rendelték. Amonnal szemben előnyben részesítették más istenek, főleg Ozirisz és Ízisz kultuszát. I. Széthi Abüdoszban hatalmas templomot emelt, melynek falára van felvésve az abüdoszi királylista. A dinasztia leghíresebb királya II. Ramszesz, aki hadjáratot vezetett a hettiták ellen, és számos nagyszabású építészeti vállalkozást indított el. Uralkodása alatt rendeződött Egyiptom viszonya a hettita birodalommal, a világ első békeszerződését kötötték ekkor.

## A birodalom hanyatlása
A XX. dinasztia uralkodásának kezdetére a hatalmas építkezések , a költséges hadsereg fenntartása – a hadsereg ekkor már javarészt külföldi zsoldosokból állt – és a papságnak nyújtott adományok ugyancsak megcsapolták a királyi kincstárat. Ezzel együtt járt a királyi hatalom megcsappanása. III. Ramszesz ugyan még szilárd belső helyzetet örökölt, s ezt nagyszabású építési tevékenységre használta ki. Ugyanakkor észak felől két líbiai betörési kísérlet, valamint a kettő között a „tengeri népek” újabb támadása komoly nyomást gyakorolt Egyiptomra. Egyiptom sikeresen ellenállt, s a Sínai-félsziget és Dél-Palesztina fölötti ellenőrzését is megtartotta. Ezután még nyolc egymást követő fáraó veszi fel a Ramszesz nevet, s ez idő alatt Egyiptom elveszítette Palesztina felett az ellenőrzést, Núbia pedig a korszak végén elszakadt Egyiptomtól. A legfontosabb és hosszú távra is ható változás az volt, hogy a földek jelentős hányada a templomok, különösen a karnaki-Amon templom tulajdona lett. Az állam és a templomok összefonódva igazgatták az országot, de az Amon-templom gyakorlatilag Felső-Egyiptom tényleges ellenőrzését is megszerezte. A fontosabb papi méltóságok öröklődővé, s ily módon a királytól jórészt függetlenné váltak, a főpapok mintegy az utóbbival is rivalizálni képes dinasztiát alkottak. Új gyakorlat volt, hogy a hadifoglyokat katonai körzetekben telepítették le. E csoportok legfontosabbját a líbiaiak alkották, akik csakhamar asszimilálódtak, ám megőrizték identitásukat, s e népek idővel az ország fő politikai erejévé váltak. Mindennek következtében Egyiptom laza szövedékű, csaknem feudális társadalommá lett. A dinasztia hajnalán megindult népmozgások nyomán a Közel-Keleten beköszöntött a vaskorszak, de ez a fejlődés széleskörűen nem érte el Egyiptomot. Ebben az időben már a Földközi-tenger medencéjének több országában hanyatlás kezdődött, a Hettita Birodalom eltűnt és Asszíria nagyhatalommá vált, s jóllehet Egyiptom még tartotta magát, kétségtelen azonban, hogy a Közel-Kelet technikailag annyira megerősödött, hogy Egyiptom végleg elveszítette addigi kiemelkedő pozícióját. Mivel elzáródtak vagy ellehetetlenedtek a kereskedelmi útvonalak, Egyiptomnak már nem volt külföldi bevétele, és a szerencsétlen királyság hosszan tartó, fájdalmas korrupcióba, trónviszályokba és anarchiába torkolló hanyatlásnak indult. Az újbirodalom kora XI. Ramszesz halálával, i. e. 1070-ben lezárult és átadta helyét a harmadik átmeneti kornak.